# Amcsi motorok
Az Amcsi motorok (eredeti cím: American Chopper) 2003 és 2020 között futott amerikai televíziós realitysorozat. A műsort a Pilgrim Films & Television gyártotta, a sorozat pedig az Orange County Choppers nevű szerelőműhelyt követi nyomon, ahol egyedi, személyre szabott chopper motorokat csinálnak. A központban a műhelyt vezető Paul Teutul Sr. és fia, Paul "Paulie" Teutul Jr. van.
A műsort a Discovery Channel mutatta be 2003. március 31-én, majd 2007. decemberében átkerült annak testvércsatornájára, a TLC-re. 2010. februárjában aztán elkaszálták a műsort, de végül júliusban bejelentették Senior vs. Junior című spin-off sorozatot, ami végül visszakerült a Discoveryre, ahol 2012-ben ért végett. Egy újabb 2013-as spin-off után 2018-ban visszatért az eredeti sorozat, ami 2020. augusztus 4-én ért véget. Magyarországon szintén a hazai Discovery Channel mutatta be.

## Cselekmény
A sorozat a new yorki Newburhben található Orange County Choppers mindennapjait követi nyomon. Az OCC-t Paul Teutul Sr. vezeti, a szerelők közt van a fia, Paulie, valamint Rick Petko, Nick Hansford, Christian Welter, a műsort később otthagyó Vincent DiMartino (aki 2007-ben saját műhelyt nyitott V-Force Customs néven.), és Cody Connelly (egy gyakornok, aki később szintén csatlakozott DiMartinohoz). A csapat különböző, egyedileg módosított choppereket készít és ad el. A csapat tagja mág Michael "Mikeyként" Teutul, a bolt gondnoka és a webes dolgokért felelős embere, aki leginkább a komikus karakternek szolgál a műsorban, illetve fémmegmunkálást is végez alkalmanként. Időnként felbukkan a műsorban Paul második legidősebb gyereke, Danny Teutul, aki később átvette apja helyét a Orange County Ironworks élén. A műsor dokumentálja a dolgozók magánéleti és promóciós tevékenységeit is.

## Spin-offok
- Családban marad (Senior vs. Junior): 2010. augusztus 12-én indult és négy évad után, 2012. novemberében kaszálták el, majd december 17-én ért véget.[5] A sorozat középpontjában Paul és Paulie rivalizálása folyik, miután utóbbi otthagyta az OCC-t és Paul Jr. Designs néven saját szerelőműhelyt nyitott.
- Orange County Choppers: 2013. augusztus 18-án mutatták be és 2014. január 11-én ért végett. [6] A műsorban Paul és csapata karrierjük legkomplikáltabb motorjait csináják meg, amihez felvették kreatív vezetőnek Evan Favaro-t is.

## Díjak és jelölések
| Díj                                                                     | Év   | Kategória                                   | Jelölt                                                                                         | Eredmény | Forrás |
| ----------------------------------------------------------------------- | ---- | ------------------------------------------- | ---------------------------------------------------------------------------------------------- | -------- | ------ |
| Australian Subscription Television and Radio Association (ASTRA) Awards | 2007 | Legjobb nemzetközi személyiség vagy színész | Paul Teutul Sr., Paul Teutul Jr. - Amcsi motorok - Discovery Channel (Ausztrália és Új-Zéland) | Elnyerte | [ 7 ]  |
| Australian Subscription Television and Radio Association (ASTRA) Awards | 2007 | Legjobb nemzetközi műsor                    | Amcsi motorok - Discovery Channel (Ausztrália és Új-Zéland)                                    | Elnyerte | [ 7 ]  |
| Australian Subscription Television and Radio Association (ASTRA) Awards | 2008 | Legjobb műsor                               | Amcsi motorok - A háromrészes "Ausztrália" program                                             | Jelölve  |        |
| Australian Subscription Television and Radio Association (ASTRA) Awards | 2008 | Legjobb látványtervezés                     | Amcsi motorok - A háromrészes "Ausztrália" program                                             | Jelölve  |        |
| Broadcast Music, Inc. (BMI) Film & Television Awards                    | 2005 | BMI Cable Award                             | Matt Koskenmaki (zeneszerző) - Amcsi motorok                                                   | Elnyerte |        |
| Broadcast Music, Inc. (BMI) Film & Television Awards                    | 2006 | BMI Cable Award                             | Matt Koskenmaki (zeneszerző) - Amcsi motorok                                                   | Elnyerte |        |
| Broadcast Music, Inc. (BMI) Film & Television Awards                    | 2011 | Top Television Series Underscore            | Matt Koskenmaki (zeneszerző) - Amcsi motorok: Családban marad                                  | Elnyerte |        |

## Fordítás
Ez a szócikk részben vagy egészben  az   American Chopper című angol Wikipédia-szócikk fordításán alapul.  Az eredeti cikk szerkesztőit annak laptörténete sorolja fel. Ez a jelzés csupán a megfogalmazás eredetét és a szerzői jogokat jelzi, nem szolgál a cikkben szereplő információk forrásmegjelöléseként.